# Epirhyssa vulgaris
Epirhyssa vulgaris är en stekelart som först beskrevs av Baltazar 1961.  Epirhyssa vulgaris ingår i släktet Epirhyssa och familjen brokparasitsteklar. Utöver nominatformen finns också underarten E. v. singularis.